# Doratifera pinguis
Doratifera pinguis, sometimes referred to as the Painted Cup Moth, although this name is usually applied to Doratifera oxleyi, là một loài bướm đêm thuộc họ Limacodidae. It is found over the whole miền đông seaboard of Úc.
Sải cánh dài khoảng 30 mm đối với con đực và about 40 mm đối với con cái.
Ấu trùng ăn Eucalyptus species.